# Mount Donaldson
Mount Donaldson är ett berg i Antarktis. Det ligger i Östantarktis. Nya Zeeland gör anspråk på området. Toppen på Mount Donaldson är 3 921 meter över havet, eller 8 meter över den omgivande terrängen. Bredden vid basen är 0,53 km.
Terrängen runt Mount Donaldson är kuperad åt sydost, men åt nordväst är den bergig. Trakten är obefolkad. Det finns inga samhällen i närheten.